# Phryneta verrucosa
Phryneta verrucosa là một loài bọ cánh cứng trong họ Cerambycidae.